# Lliga CaixaBank de Raspall
La Lliga Caixabank de Raspall - Trofeu Diputació de València —coneguda abans com el Campionat per Equips de Raspall o, entre 2019 i 2020, com a Lliga Bankia de Raspall— és la principal competició professional de pilota a raspall, organitzada per la Fundació per la Pilota Valenciana amb el patrocini de CaixaBank i altres entitats.
La competició es disputa a 3 fases: Una lliga en què juguen tots contra tots, i de la qual es classifiquen els 4 millors a les semifinals, que donen pas a la final a partida única. En la lliga el sistema de puntuació adjudica 3 punts al guanyador de la partida (qui arribe a 25 tantos), excepte si el perdedor arriba a 20 tantos, en aqueix cas es reparteixen 2 punts al guanyador i 1 punt al perdedor.
De 2018 ençà, la competició la juguen només trios en lligueta, semifinals i final a partida única.
| #   | A.   | Guanyadors                       | Trinquet |
| --- | ---- | -------------------------------- | -------- |
| 40a | 2023 | Iván, Murcianet i Ricardet       | la Llosa |
| 39a | 2022 | Vicent, Raúl i Murcianet         | Xeraco   |
| 38a | 2021 | Vercher, Canari i Ricardet       | Xeraco   |
| 37a | 2020 | Punxa                            |          |
| 36a | 2019 | Sergio, Seve i Ricardet          |          |
| 33a | 2016 | Ricard, Sanchis i Roberto        | Oliva    |
| 32a | 2015 | Sergio, Alberto i Roberto        |          |
| 11a | 2004 | Waldo i Vilare                   | Gandia   |
| 8a  | 1991 | Loripet i Francisco              |          |
| 7a  | 1990 | Coeter i Leandro                 |          |
| 6a  | 1989 | Pasqualet II i Pinet             |          |
| 5a  | 1988 | Malonda II, Balduino i Francisco |          |
| 4a  | 1987 | Simatero, Pasqualito i Antonio   |          |
| 3a  | 1986 | Simatero, Pasqualito i Antonio   |          |
| 2a  | 1985 | Miguel de Costa, Sanchis i Lluís |          |
| 1a  | 1984 | Miguel de Costa, Leandro i Julio |          |

## 2004[3]
La XI Lliga de raspall és l'edició de l'any 2004 del Campionat per equips de raspall, modalitat de la pilota valenciana jugada per professionals.
- Batiste, Armando i Javi
- Carlos, Coeter II i Dorín
- Gorxa, Agustí i Leandro I
- Juan Gràcia, Alberto i Juan
- Loripet, Moro i Salva
- Waldo i Vilare

Eliminatòries
| Data     | Trinquet          | Roig                        | Blau                      | Resultat |
| -------- | ----------------- | --------------------------- | ------------------------- | -------- |
| 26/06/04 | Oliva             | Batiste, Armando i Javi     | Gorxa, Agustí i Leandro I | 20-25    |
| 01/07/04 | Xeraco            | Juan Gràcia, Alberto i Juan | Carlos, Coeter II i Dorín | 25-20    |
| 02/07/04 | El Zurdo (Gandia) | Loripet, Moro i Salva       | Waldo i Vilare            | 00-25    |

Semifinals
| Data     | Trinquet              | Roig                      | Blau                        | Resultat |
| -------- | --------------------- | ------------------------- | --------------------------- | -------- |
| 05/07/04 | Castelló de la Ribera | Gorxa, Agustí i Leandro I | Juan Gràcia, Alberto i Juan | 25-05    |
| 06/07/04 | Oliva                 | Carlos, Coeter II i Dorín | Waldo i Vilare              | 00-25    |

Final
| Data     | Trinquet          | Roig                      | Blau           | Resultat |
| -------- | ----------------- | ------------------------- | -------------- | -------- |
| 09/07/04 | El Zurdo (Gandia) | Gorxa, Agustí i Leandro I | Waldo i Vilare | 00-25    |

## 2005[calcitació]
La XII Lliga de raspall és l'edició de l'any 2005 del Campionat per equips de raspall, modalitat de la pilota valenciana jugada per professionals.
- Armando, Coeter II i Dorín
- Batiste, Moro i Loripet
- Carlos, Agustí i Santi
- Juan, Salva i Francisco
- Juan Gràcia, Alberto i Javi
- Waldo i Galán

### Eliminatòries
| Data     | Trinquet              | Roig                       | Blau                        | Resultat |
| -------- | --------------------- | -------------------------- | --------------------------- | -------- |
| 24/06/05 | Gandia                | Waldo i Galán              | Juan, Salva i Francisco     | 25-20    |
| 27/06/05 | Castelló de la Ribera | Armando, Coeter II i Dorín | Juan Gràcia, Alberto i Javi | 15-25    |
| 30/06/05 | Dénia                 | Carlos, Agustí i Santi     | Batiste, Moro i Loripet     | 20-25    |

Nota
- Atés l'empat entre els equips de Carlos, Agustí i Santi i de Juan, Salva i Francisco per a ser el millor perdedor, el Comité de competició, per manca de temps, no pot organitzar una partida de desempat, i es veu obligada a sortejar el pas a les Semifinals a "cara o creu", resultant vencedors Juan, Salva i Francisco.

### Semifinals
| Data     | Trinquet          | Roig                    | Blau                        | Resultat |
| -------- | ----------------- | ----------------------- | --------------------------- | -------- |
| 05/07/05 | Oliva             | Waldo i Galán           | Juan Gràcia, Alberto i Javi | 25-10    |
| 07/07/05 | La Llosa de Ranes | Batiste, Moro i Loripet | Juan, Salva i Francisco     | 25-05    |

### Final
| Data     | Trinquet | Roig          | Blau                    | Resultat |
| -------- | -------- | ------------- | ----------------------- | -------- |
| 09/07/05 | Gandia   | Waldo i Galán | Batiste, Moro i Loripet | 05-25    |

## 2006[calcitació]
La XIII Lliga de raspall és l'edició de l'any 2006 del Campionat per equips de raspall, modalitat de la pilota valenciana jugada per professionals.
- Batiste, Carlos i Dorín
- Juan, Alberto i Tur
- Juan Gràcia, Armando i Galán
- Loripet, Agustí i Juan Carlos
- Malonda IV, Coeter II i Vilare
- Sariero, Moro i Leandro III

### Eliminatòries a doble partida
| Data     | Trinquet              | Roig                           | Blau                           | Resultat |
| -------- | --------------------- | ------------------------------ | ------------------------------ | -------- |
| 09/06/06 | Gandia                | Malonda IV, Coeter II i Vilare | Sariero, Moro i Leandro III    | 10-25    |
| 10/06/06 | La Llosa de Ranes     | Juan, Alberto i Tur            | Juan Gràcia, Armando i Galán   | 05-25    |
| 13/06/06 | Oliva                 | Batiste, Carlos i Dorín        | Loripet, Agustí i Juan Carlos  | 05-25    |
| 15/06/06 | Castelló de la Ribera | Sariero, Moro i Leandro III    | Malonda IV, Coeter II i Vilare | 25-15    |
| 17/06/06 | La Llosa de Ranes     | Juan Gràcia, Armando i Galán   | Juan, Alberto i Tur            | 25-15    |
| 18/06/06 | Gandia                | Loripet, Agustí i Juan Carlos  | Batiste, Carlos i Dorín        | 20-00    |

### Lligueta
| Data     | Trinquet              | Roig                          | Blau                           | Resultat |
| -------- | --------------------- | ----------------------------- | ------------------------------ | -------- |
| 22/06/06 | Castelló de la Ribera | Loripet, Agustí i Juan Carlos | Sariero, Moro i Leandro III    | 25-05    |
| 24/06/06 | La Llosa de Ranes     | Juan Gràcia, Armando i Galán  | Malonda IV, Coeter II i Vilare | 25-15    |
| 27/06/06 | Oliva                 | Loripet, Agustí i Juan Carlos | Malonda IV, Coeter II i Vilare | 25-10    |
| 29/06/06 | Castelló de la Ribera | Juan Gràcia, Armando i Galán  | Sariero, Moro i Leandro III    | 25-20    |
| 02/07/06 | Gandia                | Loripet, Agustí i Juan Carlos | Juan Gràcia, Armando i Galán   | 25-20    |
| 04/07/06 | Oliva                 | Sariero, Moro i Leandro III   | Malonda IV, Coeter II i Vilare | 00-25    |

### Final
| Data     | Trinquet | Roig                          | Blau                         | Resultat |
| -------- | -------- | ----------------------------- | ---------------------------- | -------- |
| 07/07/06 | Gandia   | Loripet, Agustí i Juan Carlos | Juan Gràcia, Armando i Galán | 05-25    |

## 2007[calcitació]
La XIV Lliga de raspall és l'edició de l'any 2007 del Campionat per equips de raspall, modalitat de la pilota valenciana jugada per professionals.
- Armando, Moro i Galán
- David, Coeter II i Javi
- Loripet, Salva i Dorín
- Malonda IV, Alberto i Leandro III
- Sariero, Agustí i Burguera

### Lliga
| Data     | Trinquet    | Roig                              | Blau                              | Resultat |
| -------- | ----------- | --------------------------------- | --------------------------------- | -------- |
| 21/06/07 | Bellreguard | Malonda IV, Alberto i Leandro III | Armando, Moro i Galán             | 05-25    |
| 23/06/07 | Bellreguard | Loripet, Salva i Dorín            | Sariero, Agustí i Burguera        | 25-05    |
| 26/06/07 | Oliva       | Malonda IV, Alberto i Leandro III | Loripet, Salva i Dorín            | 20-25    |
| 28/06/07 | Bellreguard | David, Coeter II i Javi           | Sariero, Agustí i Burguera        | 25-20    |
| 30/06/07 | Bellreguard | Loripet, Salva i Dorín            | David, Coeter II i Javi           | 05-25    |
| 03/07/07 | Oliva       | Sariero, Agustí i Burguera        | Tur, Moro i Galán                 | 25-20    |
| 05/07/07 | Bellreguard | David, Coeter II i Javi           | Armando, Moro i Galán             | 25-10    |
| 07/07/07 | Bellreguard | Sariero, Agustí i Burguera        | Malonda IV, Alberto i Leandro III | 20-25    |
| 10/07/07 | Oliva       | Malonda IV, Alberto i Leandro III | David, Coeter II i Javi           | 20-25    |
| 12/07/07 | Bellreguard | Loripet, Salva i Dorín            | Armando, Moro i Galán             | 25-15    |

#### Classificació
| Equip | Equip                             | Partides | Punts | Jocs F | Jocs C | Dif |
| ----- | --------------------------------- | -------- | ----- | ------ | ------ | --- |
| 1     | David, Coeter II i Javi           | 4        | 10    | 100    | 55     | +45 |
| 2     | Loripet, Salva i Dorín            | 4        | 8     | 80     | 65     | +15 |
| 3     | Armando, Moro i Galán             | 4        | 4     | 70     | 80     | -10 |
| 4     | Malonda IV, Alberto i Leandro III | 4        | 4     | 70     | 90     | -20 |
| 5     | Sariero, Agustí i Burguera        | 4        | 4     | 70     | 95     | -25 |

Notes
- En la partida del 3 de juliol, Tur substitueix Armando, per lesió.
- Queda eliminat l'equip Sariero, Agustí i Burguera.

### Semifinals
| Data     | Trinquet    | Roig                    | Blau                              | Resultat |
| -------- | ----------- | ----------------------- | --------------------------------- | -------- |
| 15/07/07 | Bellreguard | David, Coeter II i Javi | Malonda IV, Alberto i Leandro III | 15-25    |
| 17/07/07 | Oliva       | Loripet, Salva i Dorín  | Armando, Moro i Galán             | 25-05    |

### Final
| Data     | Trinquet    | Roig                              | Blau                   | Resultat |
| -------- | ----------- | --------------------------------- | ---------------------- | -------- |
| 27/07/07 | Bellreguard | Malonda IV, Alberto i Leandro III | Loripet, Salva i Dorín | 25-15    |

## 2008[calcitació]
La XV Lliga de raspall - Trofeu Diputació de València és l'edició de l'any 2008 del Campionat per equips de raspall, organitzat per la Federació de Pilota Valenciana i l'empresa Frediesport (de Fredi) amb el patrocini de la Diputació de València.
La competició es disputa a 3 fases: Una lliga en què juguen tots contra tots, i de la qual es classifiquen els 4 millors a les semifinals, que donen pas a la final a partida única.
- Armando, Agustí i Vilare
- Gorxa, Alberto i Galán
- Loripi, Salva i Javi
- Malonda IV, Coeter II i Canana II
- Waldo, Leandro III i Dorín

### Lliga
| Data     | Trinquet    | Roig                              | Blau                              | Resultat |
| -------- | ----------- | --------------------------------- | --------------------------------- | -------- |
| 24/06/08 | Oliva       | Malonda IV, Coeter II i Canana II | Armando, Agustí i Vilare          | 25-05    |
| 26/06/08 | Bellreguard | Loripet, Salva i Javi             | Gorxa, Alberto i Galán            | 10-25    |
| 01/07/08 | Oliva       | Waldo, Leandro III i Dorín        | Malonda IV, Coeter II i Canana II | 15-25    |
| 05/07/08 | Bellreguard | Armando, Agustí i Vilare          | Gorxa, Alberto i Galán            | 25-10    |
| 06/07/08 | Bellreguard | Waldo, Leandro III i Dorín        | Loripet, Salva i Javi             | 05-25    |
| 08/07/08 | Oliva       | Gorxa, Alberto i Galán            | Malonda IV, Coeter II i Canana II | 25-05    |
| 10/07/08 | Bellreguard | Armando, Agustí i Vilare          | Waldo, Leandro III i Dorín        | 25-10    |
| 12/07/08 | Bellreguard | Loripet, Salva i Javi             | Malonda IV, Coeter II i Canana II | 05-25    |
| 13/07/08 | Bellreguard | Gorxa, Alberto i Galán            | Waldo, Leandro III i Dorín        | 10-25    |
| 15/07/08 | Oliva       | Armando, Agustí i Vilare          | Loripet, Salva i Javi             | 25-15    |

#### Classificació de la lliga
| Equip | Equip                             | Punts | Partides | P. guanyades | P. perdudes | Jocs a favor | Jocs en contra | Dif |
| ----- | --------------------------------- | ----- | -------- | ------------ | ----------- | ------------ | -------------- | --- |
| 1     | Malonda IV, Coeter II i Canana II | 9     | 4        | 3            | 1           | 80           | 50             | +30 |
| 2     | Armando, Agustí i Vilare          | 9     | 4        | 3            | 1           | 80           | 60             | +20 |
| 3     | Gorxa, Alberto i Galán            | 6     | 4        | 2            | 2           | 70           | 65             | +05 |
| 4     | Loripet, Salva i Javi             | 3     | 4        | 1            | 3           | 55           | 80             | -25 |
| 5     | Waldo, Leandro III i Dorín        | 3     | 4        | 1            | 3           | 55           | 85             | -30 |

Notes
- Queda eliminat de la Lliga l'equip de Waldo, Leandro III i Dorín.

### Semifinals
| Data     | Trinquet    | Roig                              | Blau                   | Resultat |
| -------- | ----------- | --------------------------------- | ---------------------- | -------- |
| 20/07/08 | Bellreguard | Malonda IV, Coeter II i Canana II | Loripet, Salva i Javi  | 25-05    |
| 22/07/08 | Oliva       | Armando, Agustí i Vilare          | Gorxa, Alberto i Galán | 15-25    |

### Final
| Data     | Trinquet    | Roig                              | Blau                   | Resultat |
| -------- | ----------- | --------------------------------- | ---------------------- | -------- |
| 25/07/08 | Bellreguard | Malonda IV, Coeter II i Canana II | Gorxa, Alberto i Galán | 10-25    |

## 2009[calcitació]
La XVI Lliga de raspall - Trofeu Diputació de València és l'edició de l'any 2009 del Campionat per equips de raspall, organitzat per la Federació de Pilota Valenciana i l'empresa Frediesport (de Fredi) amb el patrocini de la Diputació de València.
La competició es disputa a 3 fases: Una lliga en què juguen tots contra tots, i de la qual es classifiquen els 4 millors a les semifinals, que donen pas a la final a partida única.
L'any 2009 hi debuten quatre pilotaires: Josep, Canari, Carlos II i Xoto.
- Gorxa, Agustí i Javier
- Josep, Coeter II i Dorín
- Juan, Canari i Leandro III
- Loripet, Armando i Carlos II
- Waldo, Salva i Xoto

### Lliga
| Data     | Trinquet              | Roig                         | Blau                         | Resultat |
| -------- | --------------------- | ---------------------------- | ---------------------------- | -------- |
| 13/06/09 | Bellreguard           | Waldo, Salva i Xoto          | Josep, Coeter II i Dorín     | 25-00    |
| 16/06/09 | Oliva                 | Juan, Canari i Leandro III   | Gorxa, Agustí i Javier       | 10-25    |
| 20/06/09 | Bellreguard           | Loripet, Armando i Carlos II | Waldo, Salva i Xoto          | 00-25    |
| 23/06/09 | Oliva                 | Josep, Coeter II i Dorín     | Juan, Canari i Leandro III   | 00-25    |
| 27/06/09 | Bellreguard           | Gorxa, Agustí i Javier       | Loripet, Armando i Carlos II | 25-20    |
| 01/07/09 | Xeraco                | Waldo, Salva i Xoto          | Juan, Canari i Leandro III   | 25-00    |
| 04/07/09 | Bellreguard           | Josep, Coeter II i Dorín     | Loripet, Armando i Carlos II | 25-20    |
| 07/07/09 | Oliva                 | Gorxa, Agustí i Javier       | Waldo, Salva i Xoto          | 15-25    |
| 09/07/09 | Castelló de Rugat     | Juan, Canari i Leandro III   | Loripet, Armando i Carlos II | 20-25    |
| 13/07/09 | Castelló de la Ribera | Gorxa, Agustí i Javier       | Josep, Coeter II i Dorín     | 25-05    |

#### Classificació
| Equip | Equip                        | Punts | Partides | P. guanyades | P. perdudes | Jocs a favor | Jocs en contra | Dif |
| ----- | ---------------------------- | ----- | -------- | ------------ | ----------- | ------------ | -------------- | --- |
| 1     | Waldo, Salva i Xoto          | 12    | 4        | 4            | 0           | 100          | 15             | +85 |
| 2     | Gorxa, Agustí i Javier       | 9     | 4        | 3            | 1           | 90           | 60             | +30 |
| 3     | Juan, Canari i Leandro III   | 4     | 4        | 1            | 3           | 55           | 75             | -20 |
| 4     | Loripet, Armando i Carlos II | 4     | 4        | 1            | 3           | 65           | 90             | -25 |
| 5     | Josep, Coeter II i Dorín     | 2     | 4        | 1            | 3           | 30           | 95             | -65 |

### Semifinals
| Data     | Trinquet    | Roig                   | Blau                         | Resultat |
| -------- | ----------- | ---------------------- | ---------------------------- | -------- |
| 19/07/09 | Bellreguard | Waldo, Salva i Xoto    | Juan, Canari i Leandro III   | 25-20    |
| 21/07/09 | Oliva       | Gorxa, Agustí i Javier | Loripet, Armando i Carlos II | 25-05    |

### Final
| Data     | Trinquet    | Roig                | Blau                   | Resultat |
| -------- | ----------- | ------------------- | ---------------------- | -------- |
| 24/07/08 | Bellreguard | Waldo, Salva i Xoto | Gorxa, Agustí i Javier | 25-15    |

## 2010[calcitació]
La XVII Lliga de raspall - Trofeu Diputació de València és l'edició de l'any 2010 del Campionat per equips de raspall, organitzat per la Federació de Pilota Valenciana i l'empresa Frediesport (de Fredi) amb el patrocini de la Diputació de València.
La competició es disputa a 3 fases: Una lliga en què juguen tots contra tots, i de la qual es classifiquen els 4 millors a les semifinals, que donen pas a la final a partida única.
En la lliga el sistema de puntuació adjudica 3 punts al guanyador de la partida (qui arribe a 25 tantos), excepte si el perdedor arriba a 20 tantos, en aqueix cas es reparteixen 2 punts al guanyador i 1 punt al perdedor.
- David, Coeter II i Javi
- Josep, Alberto i Àlex
- Juan, Agustí i Armando
- Loripet, Dorín i Xoto
- Waldo i Canana II

### Reserves
- Rest: Punxa

### Lliga
| Data     | Trinquet              | Roig                    | Blau                    | Resultat |
| -------- | --------------------- | ----------------------- | ----------------------- | -------- |
| 20/06/10 | Bellreguard           | Loripet, Dorín i Xoto   | David, Coeter II i Javi | 25-15    |
| 22/06/10 | Oliva                 | Waldo i Canana II       | Juan, Agustí i Armando  | 25-10    |
| 25/06/10 | Bellreguard           | Waldo i Canana II       | Josep, Alberto i Àlex   | 25-00    |
| 26/06/10 | Bellreguard           | Juan, Agustí i Armando  | Loripet, Dorín i Xoto   | 25-15    |
| 02/07/10 | Bellreguard           | Juan, Agustí i Armando  | Josep, Alberto i Àlex   | 25-15    |
| 11/07/10 | Bellreguard           | Waldo i Canana II       | David, Coeter II i Javi | 0-25     |
| 05/07/10 | Castelló de la Ribera | Punxa, Dorín i Xoto     | Josep, Alberto i Àlex   | 00-25    |
| 06/07/10 | Oliva                 | Juan, Agustí i Armando  | David, Coeter II i Javi | 20-25    |
| 09/07/10 | Bellreguard           | Waldo i Canana II       | Punxa, Dorín i Xoto     | 25-10    |
| 11/07/10 | Xeraco                | David, Coeter II i Javi | Josep i Alberto         | 15-25    |

#### Classificació
| Equip | Equip                   | Punts | Partides | P. guanyades | P. perdudes | Jocs a favor | Jocs en contra | Dif |
| ----- | ----------------------- | ----- | -------- | ------------ | ----------- | ------------ | -------------- | --- |
| 1     | Waldo i Canana II       | 9     | 4        | 3            | 1           | 75           | 45             | +35 |
| 2     | Juan, Agustí i Armando  | 7     | 4        | 2            | 2           | 80           | 80             | +00 |
| 3     | Josep, Alberto i Àlex   | 6     | 4        | 2            | 2           | 65           | 65             | +00 |
| 4     | David, Coeter II i Javi | 5     | 4        | 2            | 2           | 80           | 70             | +10 |
| 5     | Loripet, Dorín i Xoto   | 3     | 4        | 1            | 3           | 50           | 90             | -40 |